# Lodgepole
Lodgepole és una població dels Estats Units a l'estat de Nebraska. Segons el cens del 2000 tenia 348 habitants.

## Demografia
Segons el cens del 2000, Lodgepole tenia 348 habitants, 158 habitatges, i 102 famílies. La densitat de població era de 285,9 habitants per km².
Dels 158 habitatges en un 22,2% hi vivien nens de menys de 18 anys, en un 53,8% hi vivien parelles casades, en un 8,9% dones solteres, i en un 35,4% no eren unitats familiars. En el 32,9% dels habitatges hi vivien persones soles el 20,3% de les quals corresponia a persones de 65 anys o més que vivien soles. El nombre mitjà de persones vivint en cada habitatge era de 2,2 i el nombre mitjà de persones que vivien en cada família era de 2,75.
Per edats la població es repartia de la següent manera: un 20,4% tenia menys de 18 anys, un 7,8% entre 18 i 24, un 22,1% entre 25 i 44, un 26,4% de 45 a 60 i un 23,3% 65 anys o més.
L'edat mediana era de 45 anys. Per cada 100 dones de 18 o més anys hi havia 87,2 homes.
La renda mediana per habitatge era de 27.386 $ i la renda mediana per família de 33.516 $. Els homes tenien una renda mediana de 26.667 $ mentre que les dones 16.944 $. La renda per capita de la població era de 16.147 $. Aproximadament l'11,1% de les famílies i el 12,5% de la població estaven per davall del llindar de pobresa.

## Poblacions més properes
El següent diagrama mostra les poblacions més properes.